# José María Martinez Salinas
José María Martinez Salinas (* 1780; † in Comayagua) war von 1. Januar bis 28. Mai 1837 und 3. September bis 12. November 1838 Supremo Director der Provinz Honduras innerhalb der Zentralamerikanischen Konföderation.

## Leben
Seine Eltern waren Estefanía Salinas und Crisanto Martínez. 1820 heiratete er Margarita Chaves Guillen.
Er beendete die Amtszeit von Joaquín Rivera Bragas als Supremo Director, wozu ihn das Parlament ernannte, da er das älteste Mitglied des Parlamentes war. Francisco Ferrera war sein Stellvertreter. In dieser Amtszeit bereitete er eine verfassungsgemäße Provinzleitung vor. Am 28. Mai 1837 wählte das Parlament in Übereinstimmung mit der Verfassung von 1825 Justo Vicente José de Herrera y Díaz del Valle zum Supremo Director.
Die Partido Conservador provozierte die Ausrufung einer verfassungsgebenden Versammlung mit dem Ziel, die zentralamerikanische Konföderation aufzulösen. Justo José Herrera berief am 1. Juni 1838 eine verfassunggebende Versammlung ein, welche die Verfassung von 1825 außer Kraft setzte. Die am 16. Juni 1838 zusammengetretene verfassungsgebende Versammlung wurde von Separatisten beherrscht und nahm ein Gesetz zur Auflösung, welches der Consejo Federal, welcher sich in El Salvador (damals Synonym für San Salvador) getroffen hatte, beschlossen hatte, dass die Republiken der República de Centro América frei und unabhängig seien. Justo José Herrera übergab am 3. September 1838 das Amt des Supremo Directors aus Gesundheitsgründen wieder an José María Martinez Salinas.
Die verfassungsgebende Versammlung trat am 7. Oktober 1838 in Comayagua zusammen, den Vorsitz erhielt Juan Lindo, der Sekretär war der Abgeordnete aus Comayagua, Francisco Aguilar. Am 5. November 1838 proklamierte die verfassungsgebende Versammlung die Unabhängigkeit von Honduras von der República de Centro América. Bei dieser verfassungsgebenden Versammlung wurde festgestellt, dass die Provinz Honduras 200.000 Einwohner hatte. Am 26. Oktober 1838 erklärte sich Honduras unter der Provinzregierung von José María Martinez Salinas zum separaten Staat. Das entsprechende Decreto trägt das Datum vom 12. November 1838. Dieses Dekret unterzeichnete Martinez und sprach für separatistische Aufständische von 1827 und 1829 Begnadigungen aus. Anschließend übergab er sein Amt aus Gesundheitsgründen an José Lino Matute.
Francisco Ferrera beteiligte an der Auseinandersetzung mit der Bundesregierung unter José Francisco Morazán Quezada, die zur Separation von Honduras führte. Am 5. April 1839 wurden seine Truppen und die von Nicaragua durch die Truppen von Morazán bei der Schlacht von Espíritu Santo in El Salvador geschlagen. Am 25. September 1839 wurden die Truppen von Honduras in San Pedro Perulapán überrascht und Francisco Ferrera verletzt, worauf er nach Nicaragua floh.